# Someplace Better (Álbum)
Someplace Better é o segundo álbum de estúdio da banda grega Elysion. O álbum foi lançado em 24 de janeiro de 2014

## Faixas
Todas as faixas foram compostas por  Christianna (vocalista da banda) e Johnny Zero (guitarrista e tecladista da banda), exceto a faixa 02 - Someplace Better, que foi escrita somente por Johnny Zero, e a faixa 05 - Our Fate, que inclui também o guitarrista da banda NiD.
| Nº | Título            | Duração |
| -- | ----------------- | ------- |
| 01 | Made of Lies      | 03:19   |
| 02 | Someplace Better  | 03:07   |
| 03 | Fairytale         | 03:30   |
| 04 | The Promise       | 03:55   |
| 05 | Our Fate          | 04:01   |
| 06 | Awake             | 03:47   |
| 07 | What Lies Beneath | 03:58   |
| 08 | Transparent       | 03:50   |
| 09 | Breakfree         | 03:27   |
| 10 | In Despair        | 03:29   |
| 11 | Changing          | 04:10   |

### Faixas Bônus
As faixas incluídas no formato CD não estão disponíveis no formato "streaming"
| Nº | Título                                                | Duração |
| -- | ----------------------------------------------------- | ------- |
| 12 | Made of Lies (Instrumental) (Digipak Bonus Track)     | 03:19   |
| 13 | Someplace Better (Instrumental) (Digipak Bonus Track) | 03:17   |